# Автошлях Т 1718
Автошля́х Т 1718   - автомобільний шлях територіального значення у Полтавській області. З 2019 року виключений з переліку територіальних та переведений в обласні з індексом О-1705071 (https://www.openstreetmap.org/relation/2676046#map=12/49.8942/34.0552 [Архівовано 16 жовтня 2021 у Wayback Machine.]) .
Проходить територією Диканського та Решетилівського районів через Диканьку — Решетилівку. Загальна довжина — 50,7 км.

## Маршрут
Автошлях проходить через такі населені пункти:
| Автошлях Т 1718      |        |
| Полтавська область   |        |
| Диканський район     |        |
| Диканька             | Н12    |
| Василівка            |        |
| Попівка              |        |
| Балясне              | Т 1733 |
| Надежда              |        |
| Решетилівський район |        |
| Покровське           |        |
| Білоконі             |        |
| Решетилівка          | E40М03 |